# مارچلو بارتولوچی (اسقف اعظم)
مارچلو بارتولوچی  (به انگلیسی: Marcello Bartolucci؛ زادهٔ ۹ آوریل ۱۹۴۴) اسقف اعظم و پاپ کلیسای کاتولیک ایتالیایی است. او از سال ۲۰۱۱، مقام اسقف اعظم را داشت و از سال ۲۰۱۰ تا ۲۰۲۱، دبیر جماعت امور مقدسین بود، البته وی از سال ۱۹۷۷، چندین پست دیگر را نیز دارا بود.